# Niels Provos
Niels Provos (...) è un informatico tedesco naturalizzato statunitense.
È ricercatore in ingegneria della sicurezza, malware e crittografia. Ha conseguito un dottorato di ricerca in informatica presso l'Università del Michigan. Dal 2003 al 2018 ha lavorato presso Google come Distinguished Engineer sulla sicurezza per Google Cloud Platform. Nel 2018 ha lasciato Google per unirsi a Stripe come nuovo capo della sicurezza.
Per molti anni, Provos ha contribuito al sistema operativo OpenBSD, dove ha sviluppato la funzione hash crittografica adattiva bcrypt. È autore di numerosi pacchetti software, tra cui il sistema di programmazione guidato dagli eventi libevent, il sistema di controllo accessi Systrace, il sistema Honeyd Honeypot, il rilevatore steganografia StegDetect, la tecnica di crittografia della password Bcrypt e molti altri.
Provos è stato un critico esplicito dell'effetto del DMCA e di leggi simili sui ricercatori di sicurezza, sostenendo che minacciano di rendere criminali le persone che conducono legittime ricerche sulla sicurezza.
Provos è stato anche presidente del programma dell'usenix Security Symposium, nei comitati di programma del Network and Distributed System Security Symposium, ACM SIGCOMM e numerose altre conferenze, e ha fatto parte del consiglio di amministrazione di Usenix dal 2006 al 2010.

## Vita privata
Tra gli hobby di Provos c'è la lavorazione della spada e ha forgiato spade sia in stile giapponese che vichingo; l'hobby deriva dal fatto che il padre collezionava sciabole. Provos pubblica regolarmente online video delle sue attività di fabbro.

## Pubblicazioni
Elenco parziale
- All Your iFrames Point to Us Niels Provos, Panayiotis Mavrommatis, Moheeb Rajab and Fabian Monrose, 17th USENIX Security Symposium, August 2008.
- The Ghost in the Browser: Analysis of Web-based Malware Niels Provos, Dean McNamee, Panayiotis Mavrommatis, Ke Wang, and Nagendra Modadugu, USENIX Workshop on Hot Topics in Understanding Botnets, April 2007.
- Detecting Steganographic Content on the Internet Niels Provos and Peter Honeyman, ISOC NDSS'02, San Diego, CA, February 2002
- Improving Host Security with System Call Policies Niels Provos, 12th USENIX Security Symposium, Washington, DC, August 2003
- Niels Provos e Thorsten Holz, Virtual Honeypots: From Botnet Tracking to Intrusion Detection, Addison-Wesley Professional, luglio 2007, ISBN 978-0-321-33632-3.
- Detecting pirated applications (Oct 2014) Ashish Bhatia, Min Gyung Kang, Monirul Islam Sharif, Niels Provos, Panayiotis Mavrommatis, and Sruthi Bandhakavi